# Instituto Português do Património Arquitectónico

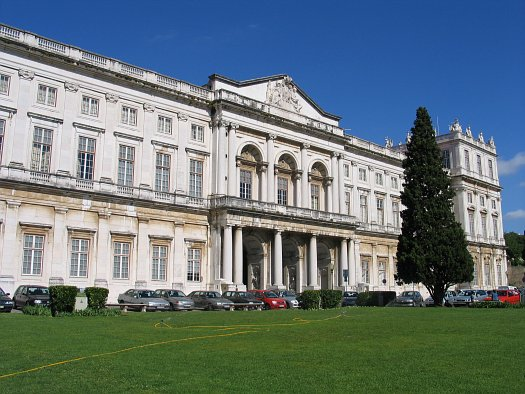
Sitz des IPPAR, der Palácio Nacional da Ajuda

Das Instituto Português do Património Arquitectónico, Instituto Público, oft auch nur auch IPPAR, IP oder auch nur IPPAR war bis zur Restrukturierung der Aufgaben 2007 die staatliche portugiesische Denkmalschutzbehörde. Die Funktion dieser Behörde hat nun das Instituto de Gestão do Património Arquitectónico e Arqueológico (IGESPAR) übernommen. Das IPPAR residierte im Palácio Nacional da Ajuda.

## Geschichte und Funktion
Nachdem der Europarat 1985 die Konvention von Granada zum Erhalt der europäische Kulturschätze verabschiedet hatte, ratifizierte Portugal die Konvention mit einem Dekret des Staatspräsidenten im Jahr 1991. Infolgedessen gründete die Regierung unter Ministerpräsident Aníbal Cavaco Silva 1992 eine staatliche Denkmalschutzbehörde mit dem Namen Instituto Português do Património Arquitectónico, zu deutsch Portugiesisches Institut für architektonisches Kulturerbe. Aufgabe der Behörde war zunächst vor allem der Erhalt der portugiesischen, denkmalschutzwürdigen Bauten und anderer portugiesischer Kulturschätze sowie deren Integration in die portugiesische Kulturlandschaft. Mit einem weiteren Dekret aus dem Jahr 1994 erhielt das IPPAR weitere Rechte im Bereich der Rekonstruktion einzelner Bauten. Eine vollständige Festschreibung aller Rechte und Pflichtes des IPPAR erfolgte mit der Verabschiedung des Gesetzes 120/97 unter der Regierung des Premierministers Guterres. Das IPPAR unterstand von Anfang an dem Kulturministerium, der Kulturminister war jedoch nicht weisungsberechtigt. Des Weiteren agierte es finanziell unabhängig und arbeitete in Gemeinschaft mit dem staatlichen Instituto Português de Arqueologia, zu deutsch Portugiesisches Archäologieinstitut.
So baute das IPPAR ab 1992 eine umfassende Denkmaldatenbank auf, die nicht nur die portugiesischen Weltkulturerbe und die unter staatlicher Aufsicht unterhaltenen Paläste umfasste, sondern auch zahlreiche Privatbauten und Naturdenkmäler in allen Teilen des Landes. Für eine bessere Arbeitsaufteilung war das IPPAR in sieben Abteilungen (Departamentos) unterteilt, die sich unter anderem mit der Finanzierung, Verwaltung, Forschung und Dokumentation befassten.
Im Rahmen des Programa de Reestruturação da Administração Central do Estado (PRACE), zu deutsch „Programm zur Restrukturierung der zentralen Verwaltung des Staates“ beschloss die Regierung unter Premierminister Sócrates die Zusammenführung des IPPAR mit dem Instituto Português de Arqueologia und Teilen der Generaldirektion für Nationaldenkmäler DGEMN zum neuzugründenden Instituto de Gestão do Património Arquitectónico e Arqueológico, IP. Die Neustrukturierung erfolgte 2007/2008, in dieser Zeit waren beispielsweise die Internetauftritte beider Ursprungsorganisationen weiterhin erreichbar, da die Seite des neuen Instituts erst ab Mitte 2008 erreichbar sein soll.